# 레오포우두 호베르투 마르코브스키
레오폴두 호베르투 마르코브스키(Leopoldo Roberto Markovsky, 1983년 8월 29일)는 브라질의 축구 선수이다. 현재 보우타헤돈다 소속이다. 포지션은 공격수이다.
K리그에서 레오라는 등록명으로 활약한 적이 있다.

## 클럽 경력
SE 파우메이라스 소속으로 프로 무대에 모습을 드러냈으며 2002년엔 요코하마 F. 마리노스에서 임대되어 활약하기도 하였다.
이후 브라질에서 활약하다 2009년 7월, 대구 FC에 6개월 단기 계약으로 입단하여 2009 K-리그 14경기에 나서 4골 1도움을 기록하며 좋은 모습을 보였다. 시즌 후 재계약 문제로 구단과 협상하였으나 의견차를 보여 팀 잔류에 실패하는 듯 했으나 결국 재계약에 성공하였다.
2010 K리그 FC 서울과의 홈 경기에서 골을 성공시킨 뒤 지니고 있던 태극기를 꺼내어 세레머니를 했으나 옐로 카드를 받아 경고 누적으로 퇴장당하며 논란이 되기도 하였다.
대구와의 계약이 끝난 후 2011년 2월 브라질의 보우타헤돈다로 이적하였다.